# Priscilla Chan
Priscilla Chan (sinh ngày 24 tháng 2 năm 1985) là một bác sĩ nhi khoa người Mỹ. Cô kết hôn với người đồng sáng lập và CEO của Facebook, Mark Zuckerberg. Sinh ra và lớn lên ở Massachusetts, cô theo học Đại học Harvard và nhận bằng y khoa từ Đại học California, San Francisco (UCSF).

## Tiểu sử
Chan sinh ra ở Braintree, Massachusetts, và lớn lên ở Quincy, Massachusetts, ngoại ô Boston. Cha và mẹ cô đều là những người Hoa kiều từng sinh sống tại Việt Nam và đã trốn khỏi nước này trên những chiếc thuyền tị nạn. Cô lớn lên nói tiếng Quảng Đông và phục vụ như một thông dịch viên cho ông bà của mình. Cô có hai em gái. Vào năm 2003, cô tốt nghiệp với tư cách là một học sinh thủ khoa từ trường Quincy, và được các bạn cùng lớp bình chọn là "thiên tài của lớp". Theo một bài đăng trên Facebook của Mark Zuckerberg, Chan là một Phật tử.
Chan vào Đại học Harvard năm 2003, nơi cô gặp và bắt đầu hẹn hò với Mark Zuckerberg. Cô tốt nghiệp năm 2007 với bằng cử nhân về sinh học và cũng học tiếng Tây Ban Nha. Cô thông thạo tiếng Quảng Đông, tiếng Anh và tiếng Tây Ban Nha. Cô là sinh viên tốt nghiệp đại học đầu tiên trong gia đình. Sau khi tốt nghiệp, cô dạy khoa học tại trường Harker tư thục trong một năm, trước khi vào trường y khoa tại Đại học California, San Francisco năm 2008. Cô tốt nghiệp năm 2012, và hoàn thành cư trú cho trẻ em vào mùa hè năm 2015. Cô kết hôn với Zuckerberg vào ngày 19 tháng 5 năm 2012, một ngày sau khi thị trường chứng khoán của Facebook ra mắt.
Vào ngày 31 tháng 7 năm 2015, Zuckerberg thông báo rằng anh và Chan đang mong đợi một bé gái. Anh cho biết anh cảm thấy tự tin rằng nguy cơ sẩy thai vẫn còn thấp cho đến khi mang thai, sau khi Chan đã có ba lần sẩy thai. Chan và Zuckerberg công bố sự ra đời của con gái Maxima Chan Zuckerberg  vào ngày 1 tháng 12 năm 2015. Vào ngày 28 tháng 8 năm 2017, Chan đã sinh con gái thứ hai, mà họ đặt tên là August.
Ngày 24/3 năm 2023, Giám đốc điều hành (CEO) Meta Mark Zuckerberg và vợ đã đăng tải một bài trên mạng xã hội Instagram thông báo chào mừng thành viên mới của gia đình, cô con gái thứ 3 được đặt tên là Aurelia Chan Zuckerberg. "Chào mừng con đến với thế giới, Aurelia Chan Zuckerberg!

## Sáng kiến Chan Zuckerberg
Đầu năm 2015, Zuckerberg và Chan đã cam kết khoảng 4,6 tỷ USD cho các tổ chức từ thiện, bao gồm cả việc quyên tặng 75 triệu USD cho Bệnh viện Đa khoa San Francisco, nơi Chan đã làm việc. Năm 2013, họ đã tặng 18 triệu cổ phiếu Facebook (trị giá hơn 970 triệu đô la) cho Quỹ cộng đồng Thung lũng Silicon. The Chronicle of Philanthropy đã đưa cặp đôi lên hàng đầu trong danh sách 50 nhà hảo tâm Mỹ hào phóng nhất trong năm đó. Họ cũng cam kết 120 triệu đô la cho các trường công lập ở Khu vực Vịnh San Francisco.
Vào ngày 1 tháng 12 năm 2015, Chan và Zuckerberg đã đăng một lá thư Facebook mở cho con gái mới sinh của họ. Họ cam kết tặng 99 phần trăm cổ phần Facebook của họ, sau đó trị giá 45 tỷ đô la, cho Sáng kiến Chan Zuckerberg, đó là nền tảng từ thiện mới của họ tập trung vào sức khỏe và giáo dục.
Mục tiêu từ thiện của Chan tập trung vào giáo dục, y tế và khoa học, gắn liền với nền tảng cá nhân của cô. Cô được coi là có ảnh hưởng mạnh mẽ đến hoạt động từ thiện của chồng. Cô dự định khởi động dự án Trường Tiểu học vào năm 2016, một tổ chức phi lợi nhuận sẽ cung cấp giáo dục K-12 cũng như chăm sóc tiền sản, ở Đông Palo Alto, California. Cô là một trong sáu người được đề cử giải thưởng Tầm nhìn hàng năm của The San Francisco Chronicle lần thứ ba vào tháng 3 năm 2017. Giải thưởng vinh danh các nhà lãnh đạo, những người cố gắng làm cho thế giới trở thành một nơi tốt hơn và thúc đẩy sự thay đổi bằng cách áp dụng các kỹ năng kinh doanh mới.